# Hämelerwald
Hämelerwald (niederdeutsch Hämlerweohle) ist ein Ortsteil der Stadt Lehrte in der niedersächsischen Region Hannover.

## Geografie
Hämelerwald liegt zwischen den Waldgebieten Hämeler Wald und Hain an der Bahnstrecke Hannover–Braunschweig–Berlin sowie der BAB 2.

## Geschichte

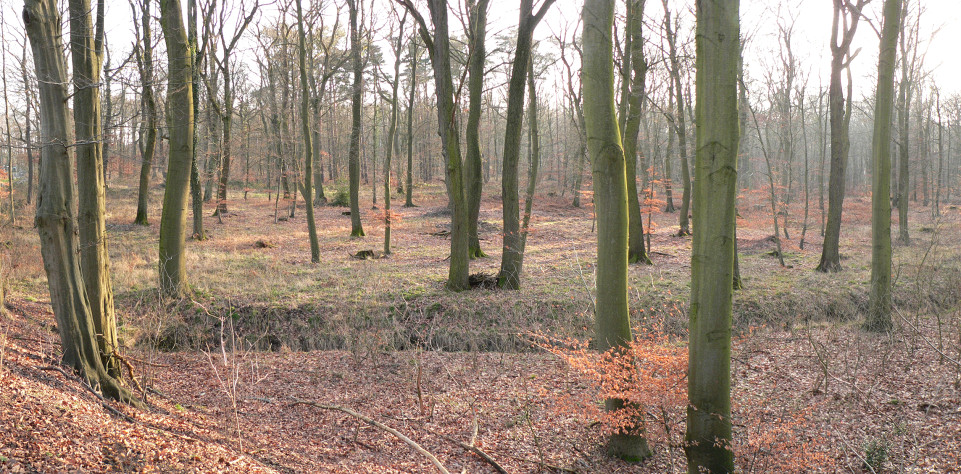
Der namensgebende Hämeler Wald nahe dem Ort

1843 nahm die Eisenbahnstrecke Hannover–Magdeburg ihren Betrieb auf. Der Pächter (und spätere Besitzer) des 2,5 km südlich der Strecke gelegenen Gutes Adolphshof, Hermann Heinrich Siemering jr.,  sah darin eine Chance, seine Produkte fortan per Bahn abtransportieren zu können; folglich stellte er 1847 bei der Königlichen Bahndirektion in Hannover einen Antrag auf die Einrichtung einer Anhaltestelle. Der Antrag wurde allerdings zunächst abschlägig beschieden mit der Begründung, dass dort keine Wohnbebauung existierte. Um diesem Problem abzuhelfen, reagierte Siemering sofort und ließ 1848 ein noch heute bestehendes Gasthaus an der Bahnstrecke errichten (damaliger Name: „Hämeler Wald – Up’n Anhalte“; heute: „Rodino’s Erlebnisgastronomie“), womit die Auflage der Bahndirektion erfüllt war und eine Haltestelle bewilligt wurde. Um das Gasthaus herum, das zunächst hauptsächlich von Reisenden, Waldarbeitern und Jägern besucht wurde, errichtete die Bahnverwaltung in der Folgezeit zunächst weitere vier Wohnhäuser für ihre Bediensteten, die als Bahnmeister, Weichensteller und Schrankenwärter tätig waren.
Allmählich wuchs die kleine Siedlung, und am 10. Oktober 1864 wurde der Ort offiziell unter dem Namen „Haltestelle Hämelerwald“ gegründet, knapp zwanzig Jahre, nachdem dort die ersten Wohnhäuser errichtet worden waren. Der neue Ort wurde nach dem benachbarten Waldgebiet Hämeler Wald benannt.
Bei der Gemeindegründung gab es neun Wohnhäuser mit 22 Bewohnern. Der neue Ort lag auf einer Ödlandfläche, der Allmende, des benachbarten Sievershausen. In der Folgezeit wuchs die neue Ansiedlung schnell; bereits zwanzig Jahre nach der Ortsgründung lebten dort fast 500 Einwohner. Viele waren als Landwirte, Eisenbahner oder Arbeiter tätig. Es gab wegen der ergiebigen Tonvorkommen in der Gegend drei Ziegeleien. Weitere Erwerbszweige waren eine Kraftfutterfabrik, Sägewerke sowie eine Käsefabrik.
Hämelerwald war ehemals eines der jüngsten Dörfer des Landkreises Peine, zu dem es als eigenständige Gemeinde vom 10. Oktober 1864 bis zum 1. März 1974 gehörte. Durch die Gebietsreform in Niedersachsen wurde Hämelerwald dem damaligen Landkreis Hannover als Ortsteil der Stadt Lehrte zugeordnet.

## Religion

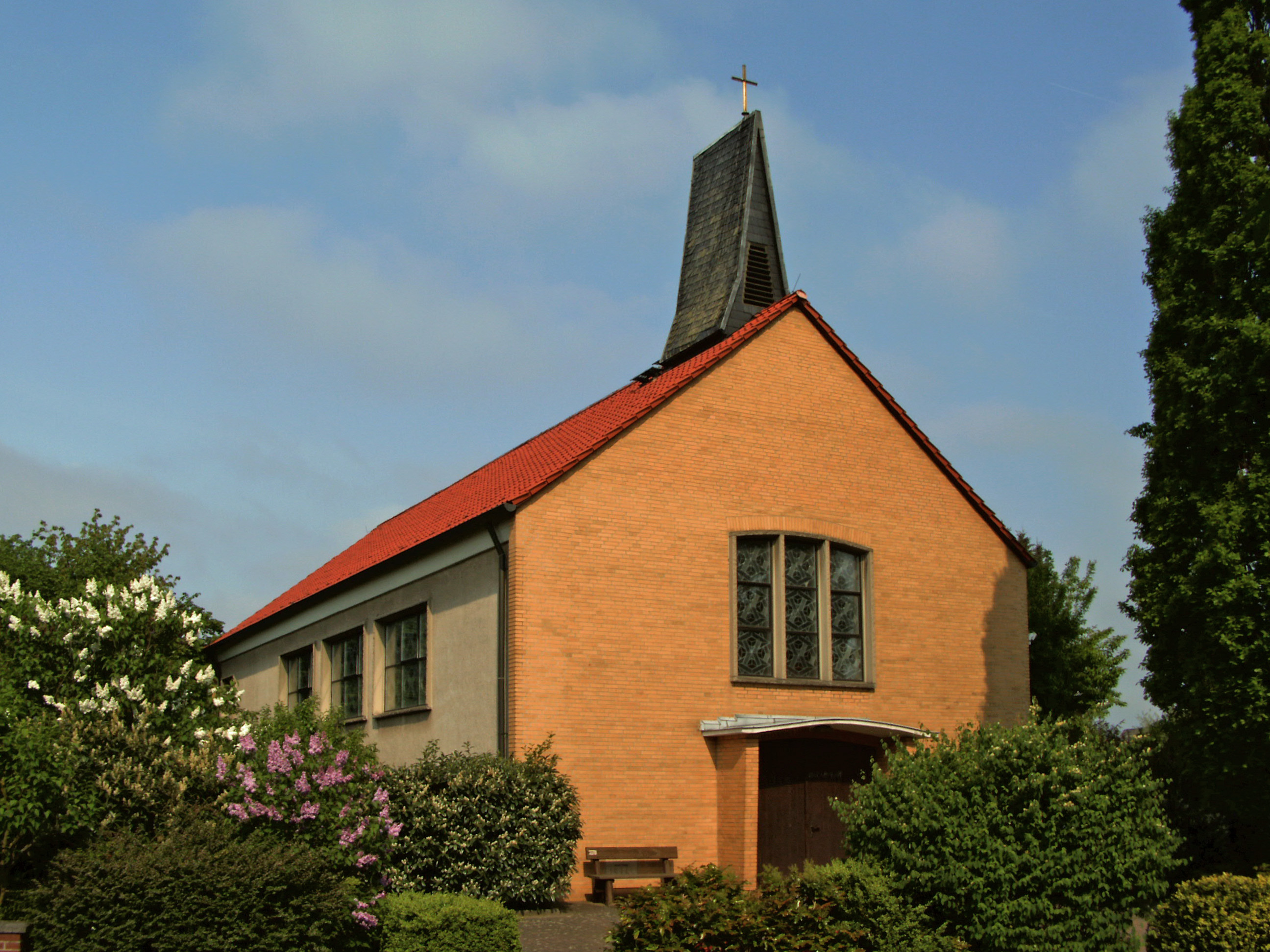
Katholische Kirche

Das Martin-Luther-Haus in der Bernsteinstraße 10 gehört zur evangelisch-lutherischen Kirchengemeinde Hämelerwald, die wiederum zur Region 4 des Kirchenkreises Burgdorf gehört. Zur Kirchengemeinde gehört auch der Kindergarten in der Hirschberger Straße 10.
Die katholische Kirche Heilige Dreifaltigkeit wurde 1962 am Bussardweg erbaut, sie gehört heute zur Pfarrgemeinde Zu den Heiligen Engeln in Peine.

## Politik

### Ortsrat
In Hämelerwald gibt es einen Ortsrat, der seit 1956 von der Sozialdemokratischen Partei angeführt wird. Der Ortsrat besteht aus neun Mitgliedern folgender Parteien:
| Partei / Liste | Sitze 2021 | Sitze 2016 |
| SPD            | 4          | 4          |
| CDU            | 2          | 2          |
| FDP            | 1          | 1          |
| Grüne          | 1          | 1          |
| Piraten        | 1          | 1          |

(Stand: Kommunalwahl 12. September 2021)

### Ortsbürgermeister
Der Ortsbürgermeister von Hämelerwald ist Dirk Werner (SPD). Sein Stellvertreter ist Roland Panter (Grüne).

### Wappen
Der Entwurf des Kommunalwappens von Hämelerwald stammt von dem Heraldiker Hans-G. Orlovius. Die Genehmigung des Wappens wurde am 1. Juli 1953 durch den Niedersächsischen Minister des Innern erteilt.
| Wappen von Hämelerwald | Blasonierung: „Auf silbernem Grund ein schwarzer Amboss, dahinter zwei gekreuzte, grüne, geneigte Gerstenähren, darüber drei zusammenhängende, grüne Eichenblätter.“ |
| Wappen von Hämelerwald | Wappenbegründung: Die Gemeinde Hämelerwald ist eine frühere Waldsiedlung, die um das Jahr 1848 entstand. Der Hauptcharakter der Gemeinde wird von dem sie umgebenden Wald bestimmt, an dessen Ausläufern sich zwei zur Gemeinde gehörende, größere landwirtschaftliche Güter befinden. Außerdem sind aufgrund der guten Verkehrslage einige Industriebetriebe vorhanden. Letztere sollen durch den Amboss im Wappen symbolisiert werden, während die beiden ehemaligen Rittergüter „Schierke“ und „Adolfshof“, die der Gemeinde um das Jahr 1955 angegliedert wurden, durch die beiden Ähren berücksichtigt worden sind. Die über diesen Symbolen schwebenden Eichblätter sollen die schützende Waldnähe und die Entstehungsgeschichte der Gemeinde charakterisieren. |

## Kultur und Sehenswürdigkeiten

### Vereine
Als eher junges Dorf blickt Hämelerwald auf keine gewachsene Tradition zurück, dennoch gibt es etwa 25 Vereine und Organisationen. Darunter sind eine Junggesellschaft, DRK-Ortsverband, zwei Sportvereine, ein Schachclub, zwei Schützenvereine und ein Waldkindergarten.

## Wirtschaft und Infrastruktur

### Bildung

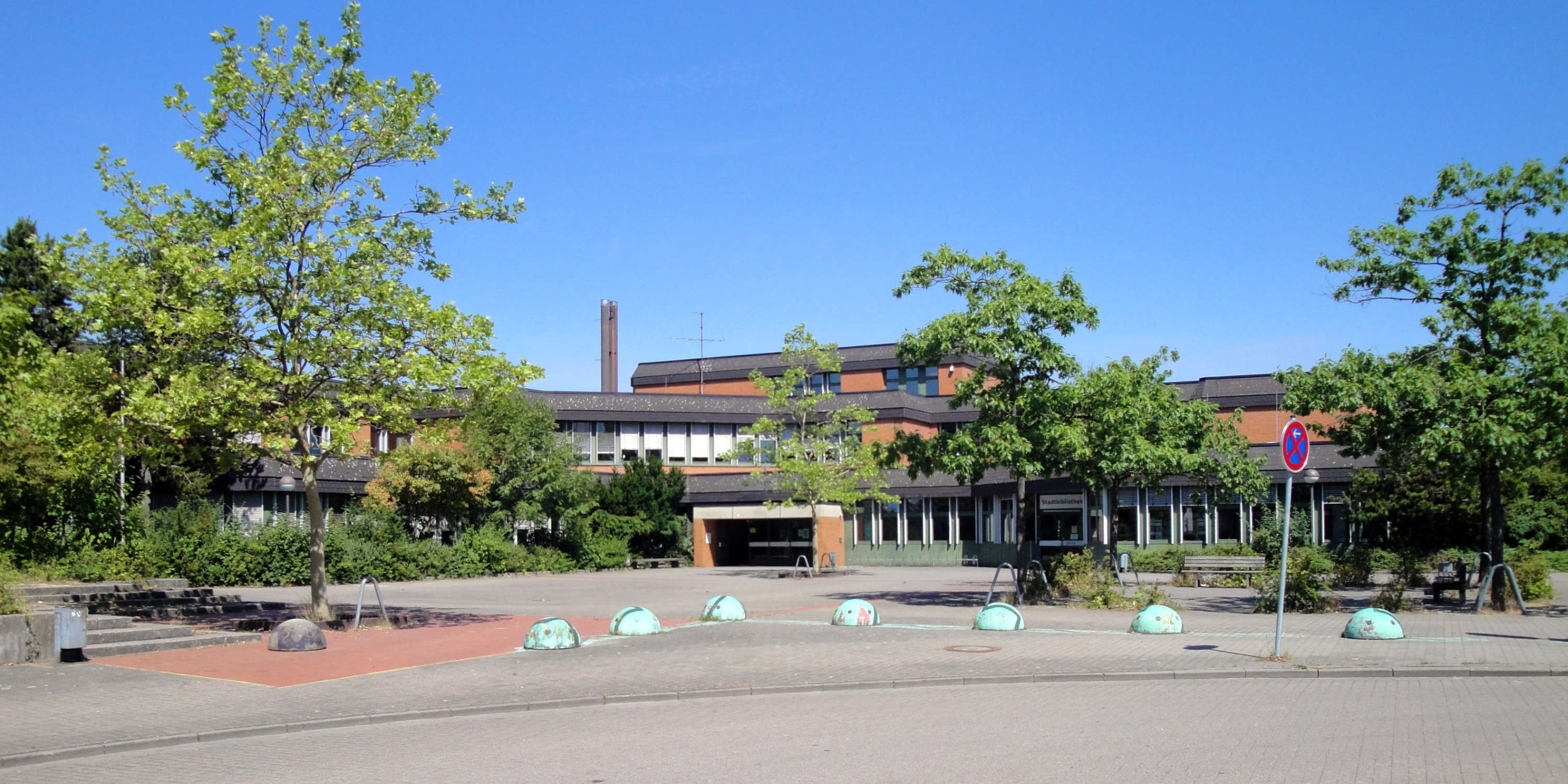
Damalige IGS Hämelerwald (2010), heute Oberschule

Im Ort befinden sich zwei Schulen: Die Grundschule Hämelerwald-Sievershausen betreibt hier einen ihrer beiden Standorte. Die Oberschule Hämelerwald betreut die Klassenjahrgänge 5 bis 10 auf Haupt- und Realschulniveau. Sie ist im ehemaligen Gebäude der Integrierten Gesamtschule (IGS) Lehrte untergebracht, die mit dem Ende des Schuljahres 2021/22 vollständig in Lehrte Süd zusammengefasst sein wird. Im selben Gebäude befindet sich auch die Zweigstelle Hämelerwald der Stadtbibliothek Lehrte.

### Verkehr

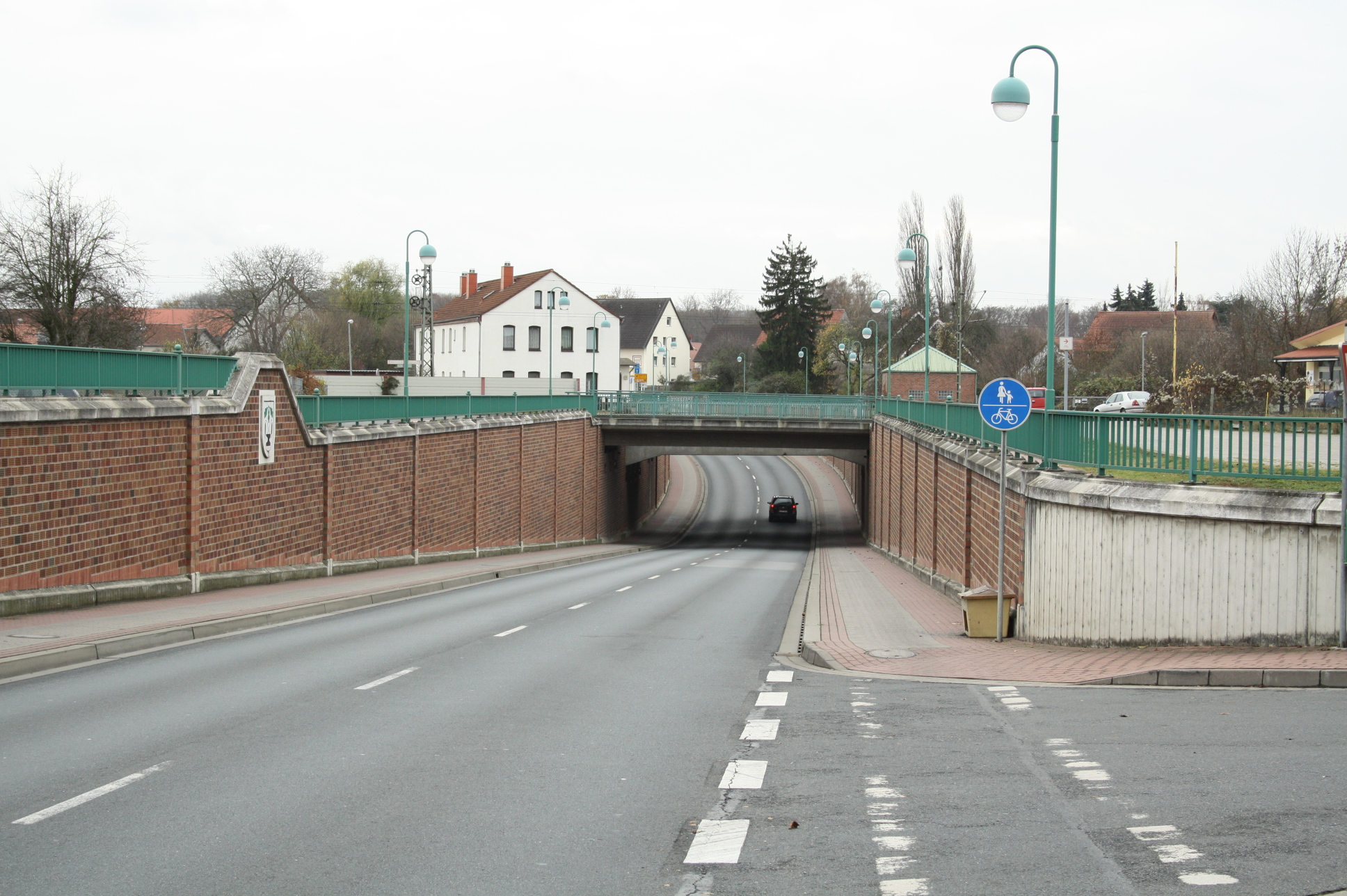
Eisenbahnunterführung

Hämelerwald liegt direkt an der BAB 2 und verfügt über eine Anschlussstelle (51). Es hat einen Bahnhof an der Bahnstrecke Hannover–Braunschweig. Zudem hat Hämelerwald Busanbindungen nach Hohenhameln und Lehrte.
| Linie | Verlauf | Takt                                                                       | Betreiber     |
| ----- | --- | -------------------------------------------------------------------------- | ------------- |
| RE 60 | Ems-Leine-Express: Rheine – Hörstel – Ibbenbüren-Esch – Ibbenbüren – Ibbenbüren-Laggenbeck – Osnabrück Altstadt – Osnabrück Hbf – Melle – Bünde (Westf) – Kirchlengern – Löhne (Westf) – Bad Oeynhausen – Porta Westfalica – Minden (Westf) – Bückeburg – Stadthagen – Haste (Han) – Wunstorf – Hannover Hbf – Lehrte – Hämelerwald – Vöhrum – Peine – Vechelde – Braunschweig Hbf Stand: Fahrplanwechsel Dezember 2021 | 120 min                                                                    | WestfalenBahn |
| RE 70 | Weser-Leine-Express: Bielefeld Hbf – Herford – Löhne (Westf) – Bad Oeynhausen – Porta Westfalica – Minden (West) – Bückeburg – (Kirchhorsten –)* Stadthagen – (Lindhorst (Schaumb-Lippe) –)* Haste – Wunstorf – Hannover Hbf – Lehrte – Hämelerwald – Vöhrum – Peine – Vechelde – Braunschweig Hbf * nur einzelne Züge im Berufsverkehr Stand: Fahrplanwechsel Dezember 2021                                            | 120 min (Bielefeld–Braunschweig) 60 min (zusätzlich Hannover–Braunschweig) | WestfalenBahn |

Abfahrtzeiten Richtung Braunschweig: Montag–Freitag: von 5–23 Uhr mit jeweils 13 min und von 6–21 Uhr mit jeweils 35 min nach der vollen Stunde.
Samstag:  von 5–23 Uhr mit jeweils 13 min und von 10–21 Uhr mit jeweils 35 min nach der vollen Stunde. Sonntag: von 6–23 Uhr mit jeweils 13 min und von 14–21 Uhr mit jeweils 35 min nach der vollen Stunde.
Ausnahmen und abweichende Fahrzeiten Montag–Sonntag: 0:31, 1:31, 3:31 (Wochenende), 6:34, 9:15, 19:40, 21:14 (Sonntag–Freitag), 22:27 (Montag), 23:30 (Dienstag). Stand: Fahrplanwechsel Dezember 2024.
Abfahrtzeiten Richtung Hannover: Montag–Freitag: von 5–20 Uhr mit jeweils 23 min und von 4–23 Uhr mit jeweils 46 min nach der vollen Stunde. Samstag:  von 9–20 Uhr mit jeweils 23 min und von 4–23 Uhr mit jeweils 46 min nach der vollen Stunde. Sonntag: von 13–20 Uhr mit jeweils 23 min und von 5–23 Uhr mit jeweils 46 min nach der vollen Stunde.
Ausnahmen und abweichende Fahrzeiten Montag–Sonntag: 0:47, 2:47 (Wochenende), 5:24 (Montag–Freitag), 10:24 (Montag–Samstag), 12:45, 18:45, 23:47. Stand: Fahrplanwechsel Dezember 2024.

## Persönlichkeiten

### Söhne und Töchter des Ortes
- Werner Freers (* 1954), General der Bundeswehr a. D. und war in seiner letzten Verwendung vom 10. Dezember 2012 bis zum 12. Juli 2017 Chef des Stabes des Supreme Headquarters Allied Powers Europe (SHAPE) in Mons, Belgien
- Uwe Heimowski (* 1964), Theologe und Autor, Beauftragter der Deutschen Evangelischen Allianz beim Deutschen Bundestag und der Bundesregierung

### Personen, die mit dem Ort in Verbindung stehen
- Adolphus Frederick, 1. Duke of Cambridge (1774–1850), Sohn des Königs Georg III. und britischer Feldmarschall; das 1827 gegründete Gut Adolphshof bei Hämelerwald ist nach Adolph(us) benannt worden
- Joachim Lehrmann (* 1949), Ingenieur, Genealoge, Heimatforscher und Autor für Regionalgeschichte, wohnt seit 1972 in Hämelerwald
- Uli Borowka (* 1962), ehemaliger Fußballspieler und -trainer, wohnt in Hämelerwald
- Hubertus Heil (* 1972), Politiker, seit 2018 Bundesminister für Arbeit und Soziales, wuchs in Hämelerwald auf